# Danmarks Rumcenter
Le Danmarks Rumcenter (en anglais : Danish National Space Center; en français : Centre spatial national danois) était l'agence spatiale danoise.
Elle a été créée le 1er janvier 2005. L'administrateur est Eigil Friis-Christensen.
En fusionnant avec les activités spatiales de l'université technique du Danemark (DTU) en 2007, elle devient DTU Space, qui emploie en 2012 environ 150 personnes.